# Saybia
Saybia, danskt rockband som startades 1993 av de fem medlemmarna i Nyborg, Danmark. De gav ut sitt första album The Second You Sleep år 2002.
- Søren Huss - Sång och akustisk gitarr
- Jeppe Langebek Knudsen - Bas
- Palle Sørensen - Trummor
- Sebastian Sandstrøm - Gitarr
- Jess Jensen - Keyboard

Namnet Saybia sägs komma från de engelska orden "say" och "phobia" som fritt kan översättas till "Fobi för att tala".

## Diskografi
- 2002 - The Second You Sleep
- 2004 - These Are The Days
- 2007 - Eyes On The Highway